# Der Maulkorb
Der Maulkorb är en tysk komedifilm från 1938 i regi av Erich Engel. Dess manus skrevs av Heinrich Spoerl. Detta var den första filmatiseringen av historien, som även filmades av Wolfgang Staudte 1958, samt som TV-film 1962.

## Handling
En munkorg för hundar har placerats på en staty av en hertig. Åklagaren som utreder fallet har inget minne av att det var han själv som under påverkan av alkohol placerade den där.

## Rollista, urval
- Ralph Arthur Roberts - Herbert von Treskow
- Hilde Weissner - Elisabeth
- Will Quadflieg - Rabanus
- Renée Stobrawa - Billa
- Theodor Loos - åklagare
- Paul Henckels - Wimm